# Akodon molinae
Akodon molinae is een zoogdier uit de familie van de Cricetidae. De wetenschappelijke naam van de soort werd voor het eerst geldig gepubliceerd door Contreras in 1968.

## Verspreidingsgebied
De soort wordt aangetroffen in het zuiden van Argentinië.